# José Díaz Herrera
José Díaz Herrera (n. Santa Cruz de Tenerife; 1950) es un escritor y periodista español.

## Biografía
Se licenció en Periodismo por la Universidad de La Laguna, realizando un posgrado en la Universidad de Columbia, en Nueva York. 
Antes de la muerte del dictador Francisco Franco trabajó en su isla natal, en el diario El Día, de Tenerife. También fue corresponsal de Cuadernos para el Diálogo, Gaceta de Derecho Social, Comunicación 2000 entre otros. Durante la Transición, fue contratado por la revista Cambio 16, en cuyo equipo de investigación trabajó hasta 1987. También colaboró en medios como Diario 16, ABC, Tribuna o Tiempo. En 1987 se fue a trabajar a Estados Unidos, estando seis meses en Time. En 1989 volvió a España. Tras pasar otros seis meses en el extranjero viajando y analizando el contenido de las principales revistas de información política europeas y estadounidenses L'Express (París), Panorama (Italia), Newsweek y Time (Estados Unidos) y Der Spiegel (Alemania) y ante la imposibilidad de poner en marcha un proyecto similar en España, optó por dejar el periodismo semanal y dedicarse a escribir.
Ha escrito o coescrito diecisiete libros, muchos de los cuales figuraron en el ranking de los más vendidos en el momento de su publicación durante cuarenta y dos semanas consecutivas, en algunos casos. En una ocasión fue expulsado de la redacción de la revista Tiempo por no censurar uno de sus libros (escrito con Ramón Tijeras) y posteriormente un segundo volumen (El saqueo de España) trató de ser secuestrado por Javier de la Rosa y Mario Conde, quienes pretendían que no se revelaran sus chantajes a la Corona. Ha estado casado en dos ocasiones, la última de ellas con la también periodista Isabel Durán y tiene cuatro hijos, José, Pablo, Iñigo e Isabel.
Es miembro de Investigative Reporters and Editors (IRE), la asociación de periodistas de Investigación de Estados Unidos, con sede en la Universidad de Misuri.

## Premios
- Premio Ortega y Gasset de periodismo
- Premio Libertad

## Obras
- El dinero del poder, obra considerada el primer volumen que estudia el fenómeno de la corrupción política en España
- La rosa y el bastón, editado también por la Universidad de Deusto. El primer análisis serio sobre los negocios de la ONCE y sus relaciones con el poder.
- Los secretos del poder, grandes historias de la transición, desde el nombramiento de Suárez al 23-F.
- Pacto de silencio, los supuestos pactos secretos entre PP y PSOE que impidieron a Aznar hacer la regeneración política que había prometido a los españoles.
- El saqueo de España, donde se relata por primera vez el intento de Mario Conde y Javier de la Rosa de chantajear al Rey
- El secuestro de la Justicia, análisis en profundidad de la Justicia en Europa en la etapa en que se creó el tercer pilar europeo: Justicia y Seguridad.
- Aznar, una biografía del presidente del Gobierno (de su primera etapa)
- Arzalluz, la historia del presidente del Partido Nacionalista Vasco.
- ETA, el secuestro de Euskadi, sobre el grupo terrorista vasco
- El varón castrado, el primer libro que analiza la desinformación y los hechos sobre la Violencia doméstica en España
- Los mitos del nacionalismo vasco, sobre la historia del PNV desde la Guerra Civil hasta hoy.
- Garzón, juez o parte, trabajo en que documenta los tres sumarios abiertos por el Tribunal Supremo al magistrado
- Pedro J. Ramírez al desnudo (2009), en la que califica al director de El Mundo como "el personaje que más poder ha ostentado en los treinta últimos años en España".
- El angel de la guardia
- Colina de Irupe